# 馬庫斯·波德
馬庫斯·波德（瑞典語：Marcus Pode；1986年3月27日—）是一位瑞典足球運動員。在場上的位置是前鋒。他現在效力於瑞典足球超級聯賽球隊奧雷布洛體育俱樂部。他曾經效力於馬爾默足球俱樂部等球隊。他也代表瑞典國家足球隊參賽。